# Площадь имени Ким Ир Сена
Площадь имени Ким Ир Сена (кор. 김일성광장?, 金日成廣場?) — самая крупная городская площадь в центре Пхеньяна, которая названа в честь основателя КНДР Ким Ир Сена. Была открыта в августе 1954 года. Площадь расположена на западном берегу реки Тэдонган прямо напротив монумента идей Чучхе, который находится на противоположном берегу. Эта площадь — тридцатая в списке самых крупных площадей мира. Её площадь — 75 000 м², и она может вместить более чем 100 000 человек. Площадь имеет огромное культурное значение: она является главным местом в стране для проведения военных парадов, митингов, демонстраций, а также является часто демонстрируемой СМИ КНДР.

## Описание
Площадь имени Ким Ир Сена по своей форме и архитектурному дизайну похожа на площадь Тяньаньмэнь в Пекине и используется для тех же целей, что и последняя. Представляет собой эспланаду, проходящую от Народного дворца учёбы и парадных трибун в сторону реки Тэдонган. Эспланада продолжается на другом берегу реки монументом идей Чучхе и завершается архитектурным ансамблем из десяти многоэтажных домов и здания НИИ кинематографии.
На некоторых зданиях площади имеются портреты Ким Ир Сена и Ким Чен Ира. На здании Министерства внешней торговли КНДР до апреля 2012 года также висели портреты Карла Маркса и В. И. Ленина. Позже был снят портрет Ким Ир Сена со здания ЦК ТПК. Народный дворец учёбы выходит фасадом на площадь и реку.
В 2020 году была перестроена центральная парадная трибуна - портреты Ким Ир Сена и Ким Чен Ира были убраны со своего прежнего положения (центральное пространство ниже трибуны) и перемещены на фасад здания Народного дворца учёбы. Изменения, которые затронули парадную трибуну, состоят, в частности, в том, что была увеличена высота "этажа" трибуны, понижен уровень пола основной трибуны, поставлены балясины вместо сплошного поручня, установлен золотой герб КНДР, а также добавлена лепнина на поддерживающих колоннах - ранее они представляли собой прямоугольные по форме столбы.

## Галерея
- Обзор на Пхеньян со стороны монумента идеям Чучхе через реку Тэдонган. В центре находится площадь имени Ким Ир Сена, а позади неё находится крупное здание Центральной библиотеки Пхеньяна
- Площадь Ким Ир Сена вместе с Центральной библиотекой Пхеньяна, известной также как Национальная библиотека КНДР, в центре, обозреваемые с верхней точки монумента идеям Чучхе в Пхеньяне
- Обзор площади Ким Ир Сена через реку Тэдонган из монумента идеям Чучхе, Пхеньян
- Обзор монумента идей Чучхе со стороны площади имени Ким Ир Сена
- Площадь имени Ким Ир Сена. Здание на правой стороне - Центральная библиотека Пхеньяна
- Площадь Ким Ир Сена. На правой стороне находится Центральная библиотека Пхеньяна